# Lamparcik strojny
Lamparcik strojny (Pardalotus striatus) – gatunek małego ptaka z rodziny lamparcików (Pardalotidae). Występuje w Australii, na Tasmanii i okolicznych wyspach. Nie jest zagrożony wyginięciem.

## Taksonomia
Po raz pierwszy gatunek opisał Johann Friedrich Gmelin w 1789. Ptak otrzymał nazwę Pipra striata. Holotyp według Gmelina pochodził z Ameryki Południowej (America australis), co było błędem; holotyp pochodził z Adventure Bay (jest to zarówno miasto, jak i zatoka) na Tasmanii. Obecnie (2020) Międzynarodowy Komitet Ornitologiczny (IOC) uznaje 6 podgatunków. Niegdyś lamparcik strojny dzielony był na trzy gatunki – P. striatus, P. ornatus i P. substriatus. Przykładem może być opublikowany w 1961 na łamach American Museum Novitates artykuł Finna Salomonsena. Także i w checkliście (Check-list of birds of the world) z 1967 zastosowano taki podział. Te same podgatunki, co IOC, uznają autorzy Handbook of the Birds of the World. Niektóre zaproponowane podgatunki nie przyjęły się i zostały zsynonimizowane z już istniejącymi – bowensis i barroni z melanocephalus, a restricus z uropygialis.
John Gould odnotował (1848), że Aborygeni australijscy na nizinach nazywali ten gatunek We-dup-wee-dup, zaś ci z gór zachodniej Australii We-dee-we-due.

## Podgatunki i zasięg występowania
IOC wyróżnia następujące podgatunki:
- P. s. uropygialis Gould, 1840 (lamparcik złotorzytny) – północna Australia na wschód aż po północne Queensland (półwysep Jork)[2]
- P. s. melvillensis Mathews, 1912 – Wyspy Tiwi (u wybrzeża Terytorium Północnego)[2]
- P. s. melanocephalus Gould, 1838 (lamparcik czarnogłowy)– wschodnia Australia; od północno-centralnego Queensland po północno-wschodnią Nową Południową Walię[2]
- P. s. ornatus Temminck, 1826 (lamparcik ozdobny) – południowo-wschodnia Australia[7]
- P. s. substriatus Mathews, 1912 (lamparcik białoskrzydły) – zachodnia i centralna Australia z wyjątkiem pustyń i Nullarbor[2]
- P. s. striatus (J. F. Gmelin, 1789) (lamparcik strojny) – gniazduje na wyspach w Cieśninie Bassa i na Tasmanii; niegniazdujące osobniki zasiedlają wschodnią i południowo-wschodnią Australię[2]

## Morfologia

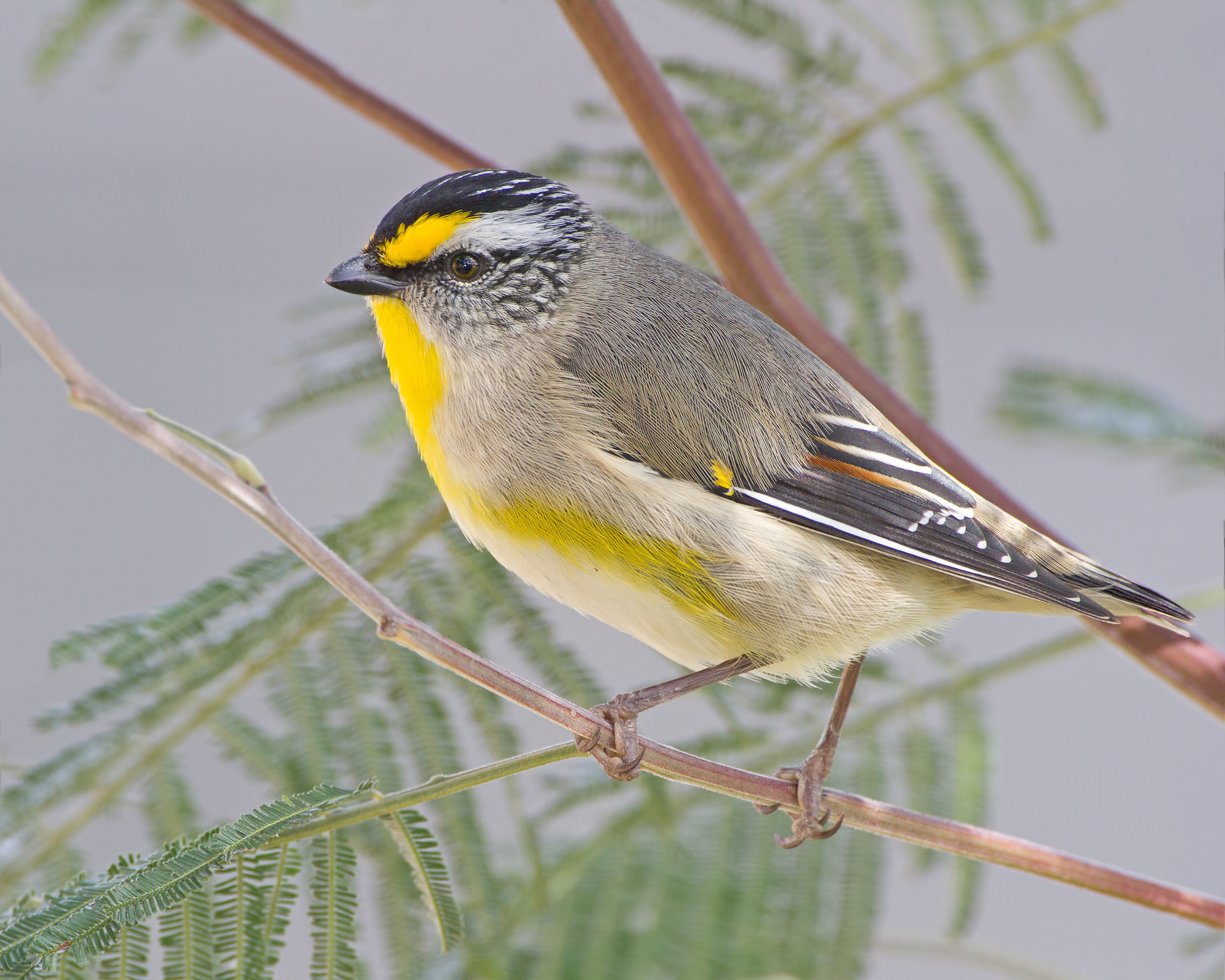
Osobnik sfotografowany na Tasmanii (P. s. striatus). Zwraca uwagę żółta, a nie czerwona, barwna plama na skrzydle

Długość ciała wynosi 9–12 cm, masa ciała 9–15 g. Długość skrzydła (podgatunki wymieszane) wynosi 62–71 mm. Poniższy opis dotyczy ptaków prawdopodobnie z południowej Australii (John Gould wspomniał, że badał ptaki zabite w okolicach Swan River i inne z Nowej Południowej Walii). Według Goulda samiec i samica są z zewnątrz do siebie tak podobne, że jedyna droga ustalenia płci ptaka to sekcja. Wierzch głowy i czoło są czarne. U nasady dolnej szczęki swój początek bierze pomarańczowożółty pasek o intensywnej barwie. Przebiega nad okiem, gdzie łączy się z białym paskiem biegnącym ku potylicy. Zarówno tył szyi, jak i grzbiet przybierają barwę szarooliwkową, brązowawą. Kuper i pokrywy nadogonowe brązowe. Skrzydła czarne. Na lotkach 4–7 występują białe nasady i zakończenia; lotki II rzędu mają białe i czerwonobrązowe krawędzie. Każda z czarnych sterówek posiada biała końcówkę. Boki głowy i szyi białe. Gardło i górna część piersi żółte. Brzuch biały. Pokrywy podogonowe i boki brązowopłowe; na tych drugich można dostrzec ślady żółci. Tęczówka czerwonobrązowa. Wzdłuż górnej krawędzi i na końcu dziób ciemnobrązowy z domieszką niebieskiego; pozostała część żółtobiała. Nogi i stopy szarozielone.
Niezależnie od podgatunku z przodu oka znajduje się żółta plama, a nad okiem biała brew. Różnice między podgatunkami mogą polegać na szerokości białego pasa na skrzydle, kolorze barwnej plamy jego początkowej części (czerwona lub żółta) oraz obecności lub braku białych pasków z wierzchu głowy.

## Ekologia

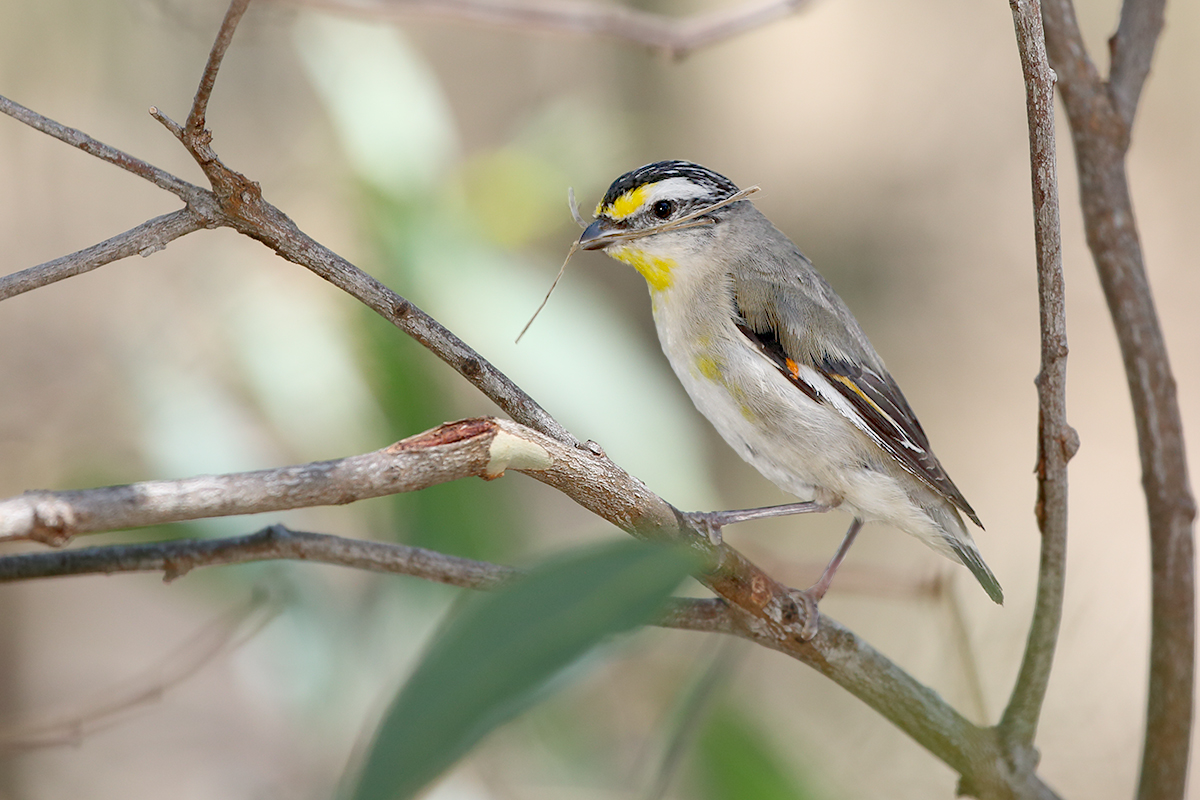
Lamparcik strojny

Środowisko życia lamparcika strojnego stanowią przeważnie różnorodne formacje tworzone przez eukaliptusy. Choć preferuje ten rodzaj drzew, może zasiedlać niemal każdy obszar zadrzewiony lub porośnięty krzewami. Odwiedza również ogrody. Zwykle żeruje wysoko w koronach drzew, między listowiem. Pożywieniem tego gatunku ptaka są głównie owady, szczególnie te tworzące struktury z utwardzonej krystalizacją spadzi, zwane po angielsku lerps.

### Lęgi
Według Johna Goulda okres lęgowy przypada na wrzesień, październik i listopad; w istocie w podobnym terminie, na okres sierpień–grudzień, przypada „szczyt” sezonu lęgowego, a rozród stwierdzano przez cały rok. Gniazdo to starannie wykonana konstrukcja z suchych traw i kory, wyściełana piórami. Zwykle znajduje się w dziupli w martwym drzewie, także w zagłębieniu w zboczu. Zniesienie liczy 3 lub 4 białe jaja. Opiekę nad potomstwem sprawują zarówno samiec, jak i samica. Podczas lęgów ptaki mogą żyć w parach lub w grupach do 6 osobników; pozostałe ptaki mogą pomóc w wychowywaniu młodych (gniazdowanie kooperatywne).

## Status
IUCN uznaje lamparcika strojnego za gatunek najmniejszej troski (LC, Least Concern) nieprzerwanie od 1988 (stan w 2020). P. striatus ma szeroki zasięg występowania liczący około 3,22 mln km². Według BirdLife International populacja ma trend spadkowy ze względu na niszczenie środowiska.